# 三宅定雄
三宅 定雄（みやけ さだお、1938年5月27日 - 2021年8月1日）は、元・毎日放送アナウンサー。

## 来歴・人物
東京都の出身で、早稲田実業学校高等部から立教大学社会学部へ進学。高校生時代に所属していた硬式野球部では、控え投手ながら、醍醐猛夫や徳武定之、さらに2年後輩の王貞治ともチームメートだった。また、大学生時代は、ラグビー部に所属していた。
大学卒業後の1961年に、アナウンサーとして毎日放送（MBS）へ入社。入社後は主に、プロ野球（NPB）、選抜高校野球、全国高校ラグビー大会などのスポーツ中継で実況やリポートを担当していた。
NPBの公式戦中継では、MBSの放送対象地域（関西地方）から阪神タイガースと南海ホークスが進出した1964年の日本シリーズ（いわゆる「御堂筋シリーズ」）で、入社4年目ながら10月6日に大阪球場（南海の本拠地）で開催された第5戦でラジオ中継（出身地の関東地方ではニッポン放送で同時ネット）の実況を任された。同じ時期に開催されていた1964年東京オリンピックに先輩のスポーツアナウンサー（小池清や井上光央など）が競技中継の実況要員として派遣されたことに伴う抜擢であったが、その後も、昭和時代の高校野球やNPBの歴史を彩った試合を何度も実況（詳細後述）。学生時代にラジオ番組の演出家を志していたことを背景に、「選手に優しい姿勢を常に示しながらも、時に熱を帯びたり、時に脱線したりする」という名調子で広く知れ渡っていた。
1980年代に入ってからは、阪神戦のラジオ中継における板東英二（当時はMBSの野球解説者）との喧嘩も辞さない掛け合いが、『ニッポン放送ショウアップナイター』（MBSでも一部のカードで中継を制作・同時ネット）における深澤弘（当時はニッポン放送のスポーツアナウンサー）・江本孟紀（同局の野球解説者）コンビと並び称されていた。2歳年上の深澤には敬愛の情を示していたとされているが、かねてから飲食店の経営を志していたことが高じて、1988年にMBSを退社した。当時の部下（スポーツアナウンサー）であった伊東正治によれば「3月に入ってから、三宅から退社する旨をいきなり聞かされた」とのことで、BBC（英国放送協会）日本語放送サービスへの出向を控えていたにもかかわらず、同月下旬に開幕した第60回選抜高等学校野球大会の中継で三宅が担当する予定だったカード（3試合）の実況を急遽任されたという。結局、三宅は3月31日付でMBSを退社したものの、実際には4月5日の選抜高等学校野球大会決勝・宇和島東対東邦戦テレビ中継の実況で同局アナウンサーとしての活動を終えた。
MBSからの退社後は実際に飲食店を経営していたが、後に店じまいを余儀なくされてからは、職を転々としていたという。その間には、『東海ラジオ ガッツナイター』で実況アナウンサーが不足していた1990年代の前半に、東海ラジオとの本数契約でNPB公式戦の実況へ一時的に復帰。また、住之江競艇で場内実況やイベントの司会を務めることがあった。
2021年8月1日に逝去。83歳没。古巣に当たるMBSラジオ（三宅が所属していた時期にはテレビ・ラジオ兼営局だったMBSから同年4月1日付でラジオ放送事業・放送免許を継承したラジオ単営局）では、8月25日の『子守康範 朝からてんコモリ!』（三宅のMBS時代の部下である子守康範がフリーアナウンサーとして当時パーソナリティを務めていた生ワイド番組）で訃報を伝えた。さらに、11月29日の『MBSベースボールパーク番外編』で、三宅の追悼特集を生放送。三宅と縁の深いMBSの関係者から、スポーツアナウンサーとしての「弟子」に当たる伊東・美藤啓文・赤木誠や、解説者として阪神戦の中継で三宅とたびたびコンビを組んでいた安藤統男・太田幸司が三宅の功績や人柄を振り返った。

## 出演番組

### 毎日放送アナウンサー時代
- プロ野球中継（ラジオ・テレビとも）
- 選抜高等学校野球大会中継（ラジオ・テレビとも）

#### テレビ
- MBSニュース
- あどりぶランド（所属部署のMBSアナウンサー室が制作したアナウンサー総出演のレギュラー番組）
  - 選抜高校野球大会の直前には、過去の大会中継における三宅の実況音源を活用した企画を随時放送していた。

#### ラジオ
- 毎日ニュース
- 毎日放送競馬中継[7]

### 毎日放送からの退社後
- 東海ラジオ　ガッツナイター（前述）

### 主な野球実況
いずれも毎日放送（当時）制作のラジオ中継。前述した『MBSベースボールパーク番外編』での追悼特集には、以下の実況のダイジェスト音源が使われた。

#### プロ野球（NPB）
- 1978年7月25日：オールスターゲーム第3戦（後楽園球場）
  - ホームチーム（セントラル・リーグ選抜チーム）の「3番・三塁手」としてスタメンに起用されていた掛布雅之（阪神タイガース）が3打席連続本塁打を記録した試合。ニッポン放送がNRN加盟局向けに制作した中継で、深澤を初めとする同局のアナウンサー3名（他の2名は宮田統樹と枇杷阪明）に加えて、他の加盟局（MBS・東海ラジオ・STV・東北放送・静岡放送）から1名ずつ派遣されたアナウンサーが、リレー方式で実況を1イニングずつ担当していた。三宅は1回の表／裏で実況を任されていて、1回裏に掛布が1本目の本塁打を放ったシーンを伝えた。
- 1979年11月4日：日本シリーズ第7戦・近鉄バファローズ対広島東洋カープ（大阪球場）
  - MBSの制作による中継（解説：宅和本司・米田哲也、ゲスト解説：中西太）で、他のNRN加盟局（関東地方では文化放送）でも同時ネット。シリーズの開幕直前から耳鼻咽喉科へ通うほど体調が芳しくなかったにもかかわらず、いわゆる「江夏の21球」の一部始終も伝えたことから、当該シーンの実況を収録した音源は「江夏の21球」に関する数々のドキュメンタリーで「資料」として紹介されている。
- 1985年10月16日：ヤクルトスワローズ対阪神タイガース戦（神宮球場）
  - 阪神が21年振りのリーグ優勝を決めた試合で、『毎日放送ダイナミックナイター』を通じて関西ローカル向けに中継。前年（1984年）まで阪神の一軍監督だった安藤統男がMBSの野球解説者として同席していたため、MBSラジオでは、優勝決定のシーンの実況を収録した音源を1985年の阪神タイガースを回顧する番組でもたびたび使用している。

#### 選抜高校野球
- 1978年3月30日：第50回選抜高等学校野球大会 1回戦・前橋対比叡山（阪神甲子園球場）
  - 試合開始から、前橋の松本稔投手が（夏の選手権を含めた）甲子園球場での全国大会史上初の完全試合を達成するまでの一部始終を実況した。
    - 『あどりぶランド』では、三宅のMBS退社から10年後（1998年頃）に、この試合を伊東から当事者（最後の打者になった比叡山高校の選手）へのインタビューで振り返る企画を放送。その際に、松本の完全試合達成の瞬間を伝える三宅の実況音源を使用した。伊東が後に述懐したところによれば、「三宅の退社を記念した番組がMBSで一切制作されていないことを知りながらBBCへ出向したので、三宅のことを視聴者に思い出していただこうと、三宅の実況音源をテレビで流すことを目的にインタビュー企画を立てた」という。

## 関連人物
- 深澤弘
- 井上光央
- 水谷勝海
- 城野昭
- 結城哲郎
- 伊東正治
- 美藤啓文
- 板東英二
- 安藤統男
- 赤木誠 - 2017年にMBSの定年に到達してからも、「シニアスタッフ」（1年更新制・最長5年の嘱託契約アナウンサー）として、NPB（主にオリックス・バファローズ主催試合）・選抜高校野球の中継で実況を継続。
- 森本栄浩 - 1985年に子守と揃って、スポーツ実況要員としてMBSに採用。子守が短期間でスポーツの担当から離脱したのに対して、2021年10月の定年後も「シニアスタッフ」として赤木と同様に活動している。
- 伊藤史隆 - 朝日放送テレビのスポーツアナウンサーで、子守・森本の同期（1985年に当時の朝日放送へ入社）。若手時代に、当時MBSへ在籍していた三宅の実況スタイルを参考にしていたことを明かしている。